# 富井義夫
- {{Connected contributor (paid)|User1=tanaka|U1-employer=shashinkoubou}}.

富井 義夫（とみい よしお、1953年1月9日 - ）は、日本の写真家。世界遺産写真家の第一人者として知られる。
40年以上に渡り世界中を駆け回り、世界遺産を中心に空気感のある写真を追求し続けている。2022年7月現在、海外取材歴241回、132の国と地域を旅する。世界遺産サイト611箇所撮影。
北海道札幌市在住（2022年時点）。

## 経歴
1953年、東京都北区で生まれる。7歳のときに父を、18歳のときに母を亡くし、生活のため経済的に自立する必要性に迫られて高校卒業後はサラリーマンとして働き始める。数年して気持ちに余裕ができはじめると、何とはなしに海外への憧れを抱き始めた。
22歳頃、会社帰りに英会話の勉強のための書籍を購入するために立ち寄った書店で写真学校の学校案内が目にとまり、長く続けられる趣味としての写真に興味を抱き、夜間コースの願書を送付する。
1977年に東京写真専門学校を卒業後、勤めていた会社を辞め、プロカメラマンとなる。当初は、スタジオでの人物撮影、商品撮影、小学校の運動会の撮影、情報誌や雑誌の取材撮影などいろんな写真を撮影したが、写真だけでは結婚式の捻出もできずにタクシードライバーなども兼業していたこともあった。1982年には日本写真家協会に会員として加盟。地道に写真家としての仕事をこなして行くうちに、航空会社や旅行会社からの依頼で海外の風景を撮る仕事も増え、1985年には日本航空株式会社文化事業部の嘱託カメラマンとなる。ある日、エジプトのアブ・シンベル神殿を撮影する仕事があり、神殿がアスワン・ハイ・ダム建設計画のために水没の危機にあったこと知り、衝撃を受ける。また、この時の救済活動が後に世界遺産条約の締結につながったことに感動し、後世に伝えたいと思うようになる。
1988年に株式会社写真工房を設立する。
1990年に札幌市へ移住。1990年代は日本でも世界遺産への関心が高まっていたこともあり、自分自身の写真のテーマとして世界遺産を設定するようになり、世界遺産の撮影を始める。
日本写真家協会会員。「世界文化遺産」地域連携会議会員。

## 写真集
| 2005年 | 『世界遺産 珠玉の80選』（JTBパブリッシング）                                                                 |
| 2006年 | 『世界遺産 驚異の50選』（JTBパブリッシング）                                                                 |
| 2008年 | 『世界文化遺産 海外編-写真家 富井義夫 究極の50』（山と渓谷社）                                               |
| 2009年 | 『Paris City of Light』（Sky Comm／フランス） 『富井義夫が薦める世界遺産の旅 VISUAL BOOK』（アントレックス） |
| 2010年 | 『99photos - pour aimer le monde』（Sky Comm／フランス）                                                     |
| 2012年 | 『世界文化遺産 人類への讃歌』（写真工房BOOKS） 『世界自然遺産 地球への讃歌』（写真工房BOOKS）                |
| 2013年 | 『最新ヨーロッパの人気世界遺産めぐり』（山と渓谷社） 『モン・サン・ミシェル巡礼』（写真工房BOOKS）           |
| 2014年 | 『欧州世界遺産』（人類智庫／台湾）                                                                           |
| 2018年 | 『忘れられない祈りの聖地』（山と渓谷社）                                                                     |
| 2021年 | 『365日世界遺産絶景の旅』（いろは出版） 『世界遺産 絶景ベストセレクション』（宝島社）                        |

## 写真展
| 2006年 | 『世界遺産×富井義夫』 富士フォトサロン（銀座・東京都）                                  |
| 2007年 | 『感動と珠玉の世界遺産』 相鉄ギャラリー（横浜・神奈川県）                               |
| 2009年 | 『世界遺産と朝鮮王陵の神秘』 Korean Press Foundation（ソウル・韓国）                    |
| 2013年 | 『HERBIS×富井義夫』 ハービスPLAZA（梅田・大阪府）                                       |
| 2015年 | 『地球への讃歌-この地球(ホシ)が残してくれた宝物』 東川町文化ギャラリー（北海道）        |
| 2016年 | 『日本の世界遺産写真展』 天草コレジヨ館ほか3箇所にて開催 （天草市・熊本県）             |
| 2017年 | 『地球への讃歌』 ミュゼふくおかカメラ館（高崎市・富山県）                               |
| 2018年 | 『多彩世遺・魅力人文-世界文化遺産撮影展』 漢陽陵博物館（西安・中国） 中国博物館協会主催 |
| 2019年 | 『光影贊歌 世界文化遺産攝影藝術展』 陝西歴史博物館（西安・中国） 中国博物館協会主催     |
| 2020年 | 『地球階音 世界文化遺産撮影藝術展』海南省博物館（海口・中国） 中国博物館協会主催        |